# Vargtjärnen (Älvdalens socken, Dalarna)
Vargtjärnen är en sjö i Älvdalens kommun i Dalarna och ingår i Dalälvens huvudavrinningsområde. Sjön har en area på 0,0727 kvadratkilometer och ligger 394,4 meter över havet.

## Delavrinningsområde
Vargtjärnen ingår i det delavrinningsområde (680879-138473) som SMHI kallar för Mynnar i Gryvlan. Medelhöjden är 472 meter över havet och ytan är 20,2 kvadratkilometer. Det finns inga avrinningsområden uppströms utan avrinningsområdet är högsta punkten. Havbäcken som avvattnar avrinningsområdet har biflödesordning 3, vilket innebär att vattnet flödar genom totalt 3 vattendrag innan det når havet efter 387 kilometer. Avrinningsområdet består mestadels av skog (81 procent). Avrinningsområdet har 0,07 kvadratkilometer vattenytor vilket ger det en sjöprocent på 0,4 procent.